# Regió de Tambacounda
Tambacounda és una regió del Senegal i el de la seua capital.
Es troba en un encreuament important de camins de l'Àfrica Occidental i té una de les més importants estacions ferroviàries entre Dakar (Senegal) i Bamako (Mali). A més, Tambacounda és coneguda per la seva herència cultural, ja que la dansa i l'ús de l'instrument de percussió anomenat djembe (una mena de tambor africà) hi són prou habituals.